# Carles Viñas
Carles Viñas i Gràcia (Barcellona, 1972) è uno storico, scrittore e cantante spagnolo di lingua catalana.

## Biografia
Carles Viñas i Gràcia si è laureato in storia contemporanea all'Università di Barcellona e si è specializzato nelle subculture urbane, facendo molte pubblicazioni sul tema degli skinhead e degli ultrà del calcio. È membro del Gruppo di Ricerca su Stati, Nazioni e Sovranità dell'Universitat Pompeu Fabra e dell'Estanding Group on Extremism and Democracy dell'European Consortium for Political Research. Il suo volume Futbol al país dels soviets è uscito in Italia col titolo L'arte del calcio sovietico.
È stato il cantante del gruppo Opció K-95, pioniere della musica oi! nei paesi catalani, col quale ha pubblicato quattro album e ha partecipato a molte collaborazioni.

## Discografia
Come cantante dell'Opció K-95 ha pubblicato i seguenti album:
- Cap Oportunitat (1997)
- Mai Morirem (2000, uscito anche negli Stati Uniti e in Canada)
- Terra Cremada (2004)
- Reneix (2010)

## Opere
- Música i skinheads a Catalunya: el so de la política, Diputació de Barcelona, Àrea de Cultura, 2001, ISBN 978-84-7794-760-8.
- Skinheads a Catalunya, Columna, 2004, ISBN 978-84-664-0429-7.
- (ES) El mundo ultra. Los radicales del fútbol español, Temas de Hoy, 2005, ISBN 978-84-8460-436-5.
- Tolerància zero. La violència en el futbol, Angle, 2006, ISBN 978-84-96521-12-4.
- Rock per la independència. La reivindicació nacionalista al rock català, Columna, 2006, ISBN 978-84-664-0725-0.
- (ES) Con botas y tirantes: Una historia de Decibelios, Street Music Publishing, 2006, ISBN 978-84-611-4142-5.
- Barcelona blaugrana, Barcelona, Angle, 2012, ISBN 978-84-15307-02-0.
- Sankt Pauli, un altre futbol és possible, Manresa, Tigre de Paper, 2017, ISBN 978-84-16855-03-2.[8]
- Futbol al país dels soviets, Manresa, Tigre de Paper, 2019, ISBN 978-84-16855-36-0.[9] Tradotto in italiano col titolo L'arte del calcio sovietico (Milano, Il Saggiatore, 2023).
- Història de l'Esquerra Independentista, Manresa, Tigre de Paper, 2021, ISBN 978-84-16855-83-4. (com a coordinador)[10][11]
- (ES) Skinheads, Manresa, Bellaterra Edicions, 2022, ISBN 978-84-18684-26-5.
- (ES) Ultras. Los radicales del fútbol español, Manresa, Bellaterra Edicions, 2023, ISBN 978-84-19160-32-4.